# La Rivista trimestrale
La Rivista trimestrale (sottotitolo "storia, politica, economia, letteratura") è stata una rivista fondata da Franco Rodano e Claudio Napoleoni a Roma nel 1962. Pubblicata da Paolo Boringhieri, chiuse le pubblicazioni col numero di giugno 1970 per dissensi tra i due fondatori. Il solo Rodano proseguì (affiancato, tra gli altri, da Edwin Morley-Fletcher, Giaime Rodano, Franco Rinaldini e Mario Reale), l'esperienza con i "Quaderni della rivista trimestrale" (dal 1972 al 1983). Dopo la sua morte la rivista riprese le pubblicazioni come nuova serie della "Rivista trimestrale" dal 1985 al 1987.
Tra gli autori che vi pubblicarono si ricordano: Riccardo Bacchelli, Felice Balbo, Bruno de Finetti, Augusto Del Noce, Franco Fortini, Davide Lajolo, Guglielmo Petroni, Rossana Rossanda, Manlio Rossi Doria, Antonio Tatò, Lucio Villari.